# Ника (кинопремия, 1998)
11-я церемония вручения наград национальной кинематографической премии «Ника» за заслуги в области российского кинематографа за 1997 год прошла в 1998 году в Центральном Доме кинематографистов.
Драматической картине Павла Чухрая — «Вор» досталось 5 наград, из 10 номинаций, включая основные призы за лучший фильм, лучшую режиссуру, мужскую и женскую главные роли.

## Статистика
Фильмы, получившие несколько номинаций
| Фильм                 | номинации | победы |
| --------------------- | --------- | ------ |
| • Вор                 | 10        | 5      |
| • Царевич Алексей     | 5         | 3      |
| • Время танцора       | 5         | 2      |
| • Маленькая принцесса | 4         | 1      |
| • В той стране        | 2         | -      |
| • Полицейские и воры  | 2         | -      |
| • Три истории         | 2         | -      |
| • Мать и сын          | 2         | -      |

## Список лауреатов и номинантов

### Основные категории
• Победители выделены отдельным цветом. 
| Категории                           | Лауреаты и номинанты                                                          | Лауреаты и номинанты                                      |
| ----------------------------------- | ----------------------------------------------------------------------------- | --------------------------------------------------------- |
| Лучший игровой фильм                | • Вор (режиссёр: Павел Чухрай, продюсер: Игорь Толстунов)                     | • Вор (режиссёр: Павел Чухрай, продюсер: Игорь Толстунов) |
| Лучший игровой фильм                | • Брат (режиссёр: Алексей Балабанов, продюсер: Сергей Сельянов)               |                                                           |
| Лучший игровой фильм                | • Время танцора (режиссёр: Вадим Абдрашитов, продюсер: Сергей Баев)           |                                                           |
| Лучший неигровой фильм              | • Среда 19.07.1961 (режиссёр: Виктор Косаковский)                             | • Среда 19.07.1961 (режиссёр: Виктор Косаковский)         |
| Лучший неигровой фильм              | • Божественная Жизель (режиссёр: Майя Меркель)                                |                                                           |
| Лучший неигровой фильм              | • Вожди (режиссёр: Галина Евтушенко)                                          |                                                           |
| Лучший неигровой фильм              | • Кучугуры и окрестности-2. Фильм: Зри в корень (режиссёр: Владимир Герчиков) |                                                           |
| Лучший анимационный фильм           | • Долгое путешествие (режиссёр: Андрей Хржановский)                           | • Долгое путешествие (режиссёр: Андрей Хржановский)       |
| Лучший анимационный фильм           | • Волшебная кисточка (режиссёр: Валерий Угаров)                               |                                                           |
| Лучший анимационный фильм           | • Ночь перед Рождеством (режиссёр: Екатерина Михайлова)                       |                                                           |
| Лучшая режиссёрская работа          | • Павел Чухрай за фильм «Вор»                                                 | • Павел Чухрай за фильм «Вор»                             |
| Лучшая режиссёрская работа          | • Вадим Абдрашитов — «Время танцора»                                          |                                                           |
| Лучшая режиссёрская работа          | • Лидия Боброва — «В той стране»                                              |                                                           |
| Лучшая сценарная работа             |                                                                               | • Александр Миндадзе — «Время танцора»                    |
| Лучшая сценарная работа             | • Лидия Боброва — «В той стране»                                              |                                                           |
| Лучшая сценарная работа             | • Павел Чухрай — «Вор»                                                        |                                                           |
| Лучшая мужская роль                 |                                                                               | • Владимир Машков — «Вор» (за роль Толяна)                |
| Лучшая мужская роль                 | • Михаил Глузский — «Мытарь» (за роль Баюна)                                  |                                                           |
| Лучшая мужская роль                 | • Алексей Зуев — «Царевич Алексей» (за роль царевича Алексея)                 |                                                           |
| Лучшая мужская роль                 | • Вячеслав Невинный — «Полицейские и воры» (за роль охранника Славы)          |                                                           |
| Лучшая женская роль                 |                                                                               | • Екатерина Редникова — «Вор» (за роль Кати)              |
| Лучшая женская роль                 | • Алла Демидова — «Маленькая принцесса» (за роль мисс Минчин)                 |                                                           |
| Лучшая женская роль                 | • Чулпан Хаматова — «Время танцора» (за роль Кати)                            |                                                           |
| Лучшая роль второго плана           | • Зураб Кипшидзе — «Время танцора» (за роль Темура)                           | • Зураб Кипшидзе — «Время танцора» (за роль Темура)       |
| Лучшая роль второго плана           | • Владимир Зельдин — «Полицейские и воры» (за роль дедушки)                   |                                                           |
| Лучшая роль второго плана           | • Олег Табаков — «Три истории» (за роль старика)                              |                                                           |
| Лучшая операторская работа          | • Александр Антипенко — «Маленькая принцесса»                                 | • Александр Антипенко — «Маленькая принцесса»             |
| Лучшая операторская работа          | • Геннадий Карюк — «Три истории»                                              |                                                           |
| Лучшая операторская работа          | • Владимир Климов — «Вор»                                                     |                                                           |
| Лучшая операторская работа          | • Алексей Фёдоров — «Мать и сын»                                              |                                                           |
| Лучшая музыка к фильму              | • Владимир Дашкевич — «Вор»                                                   | • Владимир Дашкевич — «Вор»                               |
| Лучшая музыка к фильму              | • Геннадий Гладков — «Дон Кихот возвращается»                                 |                                                           |
| Лучшая музыка к фильму              | • Андрей Петров — «Царевич Алексей»                                           |                                                           |
| Лучшая работа звукорежиссёра        | • Ася Зверева — «Царевич Алексей»                                             | • Ася Зверева — «Царевич Алексей»                         |
| Лучшая работа звукорежиссёра        | • Юлия Егорова — «Вор»                                                        |                                                           |
| Лучшая работа звукорежиссёра        | • Владимир Персов — «Мать и сын»                                              |                                                           |
| Лучшая работа художника             | • Сергей Коковкин, Валерий Юркевич — «Царевич Алексей»                        | • Сергей Коковкин, Валерий Юркевич — «Царевич Алексей»    |
| Лучшая работа художника             | • Константин Загорский — «Маленькая принцесса»                                |                                                           |
| Лучшая работа художника             | • Виктор Петров — «Вор»                                                       |                                                           |
| Лучшая работа художника по костюмам | • Лариса Конникова — «Царевич Алексей»                                        | • Лариса Конникова — «Царевич Алексей»                    |
| Лучшая работа художника по костюмам | • Наталья Монева — «Вор»                                                      |                                                           |
| Лучшая работа художника по костюмам | • Регина Хомская — «Маленькая принцесса»                                      |                                                           |

### Специальная награда
| Приз «Честь и достоинство» |  | • Марина Алексеевна Ладынина |